# Johan Kobborg
Johan Kobborg est un danseur danois né à Odense le 5 juin 1972.
Après avoir commencé sa carrière à l'Ecole du Ballet royal danois à l'âge de seize ans, il a rejoint en 1999 le Royal Ballet de Londres où il est devenu « Principal » et s'est imposé comme l'un des plus éminents danseurs de sa génération au niveau mondial.
Il a reçu de nombreuses distinctions prestigieuses (dont le Grand Prix du Concours international Rudolf Noureev en 1994 et le Laurence Olivier Award en 2006).
Il apparaît souvent sur scène comme partenaire de la danseuse étoile Alina Cojocaru, qui est également sa compagne à la ville.
En janvier 2014, il accepte de prendre la direction du Ballet national de Bucarest.